# Mastophora carpogaster
Mastophora carpogaster är en spindelart som beskrevs av Cândido Firmino de Mello-Leitão 1925. 
Mastophora carpogaster ingår i släktet Mastophora och familjen hjulspindlar. Inga underarter finns listade i Catalogue of Life.